# Elna Jørgen-Jensen
Elna Jørgen Jensen (Elna Ørnberg, geb. Elna Eleonora Fobian; * 20. März 1890 in Kopenhagen; † 18. März 1969 in Madrid) war eine dänische Balletttänzerin.
Jørgen Jensen besuchte ab dem siebenten Lebensjahr die Ballettschule des Königlichen Theaters in Kopenhagen. Nach einigen Kinderrollen debütierte sie 1907 als gute Fee in Emilie Walboms Harlekins Millioner. Ihren Durchbruch hatte sie im Folgejahr in der anspruchsvollen Rolle der Pierette im gleichen Ballett. 1910 wurde sie Solotänzerin im Ballett des Königlichen Theaters.
1913 trat sie in Les Sylphides auf, 1914 tanzte sie die Birthe in Et Folkesagn und 1915 die Rosita in Fjernt fra Danmark. 1916 hatte sie Erfolg in der Titelrolle von Walboms Sylvia. Nachdem sie 1918 privaten Unterricht bei Michel Fokine genommen hatte, tanzte sie die Tabori in Walboms En nat i Ægypten.
Nachdem sie bereits 1909 mit Grete Ditlevsen, Richard Jensen, Gustav Uhlendorff und anderen das Ballett Brudefærden i Hardanger an der Komischen Oper in Berlin aufgeführt hatte, trat sie mit der Gruppe und John Andersen 1921 in London auf und gab 1927 unter Johannes Poulsen ein Gastspiel an der Pariser Oper. Anfang der 1920er Jahre versuchte sie sich zudem als Schauspielerin und trat u. a. als Solveig in Peer Gynt und als Prinzessin in Der var Engang auf.
Daneben choreographierte sie eine Reihe von Ballettaufführungen, so Tycho Brahes Drøm (1924), Kysset (1927), Hybris, (1930) und Strauss i Paris (1931). 1930 entstand in Zusammenarbeit mit Robert Storm Petersen und dem Komponisten Knudåge Riisager das aufsehenerregende Ballett Benzin. Während eines Gastspieles von George Balanchine am Königlichen Theater in der Saison 1930–1931 assistierte sie ihm bei den Choreographien von Legetøjsbutikken, Scheherazade und Den trekantede Hat.
Wegen Differenzen mit dem neuen Ballettmeister Harald Lander beendete Elna Jørgen Jensen 1933 ihre Arbeit am Königlichen Theater. 1936 gründete sie mit ihrem zweiten Ehemann, dem Tänzer Johannes Leif Ørnberg (in erster Ehe war sie von 1910 bis 1928 mit dem Regisseur Erik Jørgen-Jensen verheiratet) eine Ballettschule. Im Jahr 1932 wurde sie mit dem Wissenschafts- und Kulturpreis Tagea Brandts Rejselegat ausgezeichnet.
Das Ehepaar beteiligte sich während des Zweiten Weltkrieges an nationalsozialistischer Propaganda und wurde nach der Befreiung wegen Kollaboration verurteilt. Leif Ørnberg wurde zu fünf Jahren Haft und dem Verlust seiner Rente verurteilt, Elna Jørgen Jensen zu zweieinhalb Jahren Haft und Aberkennung des Ordens Ingenio et arti, den sie 1922 erhalten hatte.
Nach Verbüßung der Haftstrafen ging das Paar nach Madrid und eröffnete dort erneut eine Ballettschule. Nach einem Schlaganfall gelähmt starb Elna Jørgen Jensen 1969 in Madrid.